# Dragon Fire (chanson)
Singles de AAA
Kirei na Sora
(2005) Hallelujah
(2006)
Dragon Fire est le 4esingle du groupe AAA sorti sous le label Avex Trax le 7 décembre 2005 au Japon. Il atteint la 20e place du classement de l'Oricon et reste classé 8 semaines, pour un total de 20 689 exemplaires vendus.
Dragon Fire a été utilisé comme thème de fermeture de l'émission Aichiteru sur TBS. Cette chanson est présente sur la compilation Attack All Around, sur les 2 albums remix, Remix Attack et AAA Remix ~non-stop all singles~, ainsi que sur l'album et le mini album du même nom Attack.

## Liste des titres
| 1. | Dragon Fire                | Akio Shimizu | Akio Shimizu | 4:40 |
| 2. | Dragon Fire (instrumental) | Akio Shimizu | Akio Shimizu | 4:33 |

| 1. | Dragon Fire |  |

## Interprétations à la télévision
- Pop Jam (2 décembre 2005)
- Music Fighter  (23 décembre 2005)
- MelodiX! (24 décembre 2005)